# Arjan Human
Arjan Human (Middelharnis, 8 november 1978) is een Nederlands voormalig betaald voetballer.
Human speelde als aanvaller in het Nederlandse profvoetbal bij RKC Waalwijk in het seizoen 2000/01 en ADO Den Haag in het seizoen 2001/02. Eerder kwam hij in België uit voor Cercle Brugge. Na zijn Nederlandse profloopbaan speelde hij in de zaterdaghoofdklasse namens Kloetinge, Hoek en ASWH. Met die club werd Human in 2005 landskampioen bij de amateurs en won hij in 2006 zowel de KNVB beker als de Supercup voor amateurs. Begin 2007 was hij op proef bij FC Teda en Qingdao Haixin uit China. In augustus 2007 liep Human in een wedstrijd in de eerste ronde van de KNVB beker tegen WKE een zware blessure aan de kruisbanden op. Hij maakte pas in januari 2009 zijn rentree, waarbij hij direct scoorde. In april van dat jaar maakte Human bekend na het seizoen naar Barendrecht te verhuizen. Met die club werd Human in mei 2010 kampioen van de Hoofdfklasse A. In de zomer van 2011 verhuist de spits weer naar Zeeland, om te gaan voetballen voor VC Vlissingen.

## Carrière
| Seizoen  | Club         | Land      | Competitie     | Wed. | goals |
| -------- | ------------ | --------- | -------------- | ---- | ----- |
| 2000/'01 | RKC Waalwijk | Nederland | Eredivisie     | 16   | 4     |
| 2001/'02 | ADO Den Haag | Nederland | Eerste divisie | 27   | 3     |

## Erelijst
- Zaterdagamateurkampioenschap

2005
- Algemeen amateurkampioenschap

2005
- Afdelingskampioenschap

2005, 2010
- Districtsbeker Zuid I

2006
- Gatorade Cup Amateurs

2006
- Supercup Amateurs

2005